# Abelha-mirim
O termo abelha-mirim é a designação comum a diversas espécies de abelhas sociais brasileiras, da subfamília dos meliponíneos,  do gênero Trigona. Caracterizam-se pelas pequenas dimensões corporais, geralmente inferior a 4 mm de comprimento. Tal espécie possui cerca de 2,5 mm de comprimento, de coloração negra pouco reluzente e constrói um tubo fino de cera amarela na entrada de sua colmeia, abrigada em ocos de árvores ou quaisquer outras cavidades.O tamanho da pequena abelha é cerca de cinco vezes menor que uma moeda de 10 centavos. É cultivada por meliponicultores em pomares e até em sacadas de apartamento, pois é muito dócil e adapta-se muito bem ao ambiente das cidades onde existem muitas flores. Seu mel é muito nobre e custa aproximadamente cinco vezes que o mel das abelhas afro-brasileiras com ferrão. Seu cultivo mediante multiplicação de enxames com fins econômicos deve ser feito mediante licença do Ministério da Agricultura. Sua retirada das florestas e habitat natural é proibido. A comercialização de colmeias não licenciadas caracteriza tráfico de animais silvestres.

## Outros nomes e etimologia
(também chamadas de abelha-mosquito, mirim, mirimzinho, mosquitinha, mosquitinho, mosquito e remela), pode remeter ainda, mais especificamente, à abelha Plebeia minima. É também denominada "alemãozinho", devido a sua alvura (cor laranja claro). Em algumas regiões do sul do Brasil, é confundida com a jataí-amarela. 

## Algumas espécies
- Abelha-mulata (Plebeia quadripunctata)
- Plebeia schrottkyi
- Mosquita (Plebeia droryana)
- Plebeia remota
- Plebeia emerina
- Plebeia poecilochroa